# Chilo Morán
Chilo Moran (eigentlich Cecilio Morán Arroyo, * 19. November 1930 in Concordia, Sinaloa, Mexiko; † 8. April 1999 in Mexiko-Stadt) war ein mexikanischer Jazztrompeter und Bandleader.

## Leben und Wirken
Morán wurde in der kleinen Bergstadt Concordia geboren. Mit zwölf Jahren spielte er Trompete im Orchester seines Vaters Genaro Morán. Er studierte ab 1948 Trompete und Musiktheorie an der städtischen Musikschule in Mexiko-Stadt (Escuela Libre de Música de la Ciudad de México) u. a. bei José F. Vázquez. 1951 gründete er seine erste eigene Band. Danach spielte er u. a. in den Orchestern von Luis Alcaraz, Dámaso Pérez Prado, Ismael Díaz und Arturo Núñez. Insbesondere bei Perez Prado hatte er erste Erfolge als Solotrompeter. Im Jahr 1955 spielte er auf dem ersten Rock-’n’-Roll-Album in Mexiko mit dem Pianisten Mario Patrón und der Sängerin Gloria Ríos. 1955 schloss er sich dem Orchester des Sängers und Komponisten Agustín Lara (1897–1970) an, in dem er Solotrompeter war und später Leiter wurde. Er war der Erste, der in Mexiko, wo der Jazz einen schwierigen Stand hatte, diesen als Kunstform im Palacio de Bellas Artes präsentieren konnte (1962).
Er tourte ab 1967 mit eigenem Orchester mit dem Sänger Lenny Andrade, Mario Patron am Klavier, Victor Ruiz Pazos am Bass, Rodolfo Popo Sánchez am Altsaxophon, Javier Zainos am Schlagzeug und José de Jesús Muñoz (Percussion) für fünf Jahre in den USA, unter anderem in San Francisco, Chicago, Las Vegas und New York.
1971 wurde er von den mexikanischen Musikjournalisten (Asociación de Periodismo Especializado de la República Mexicana) als bester Jazzmusiker und für die beste Jazz-Band ausgezeichnet. 1983 wurde er Ehrenbürger seiner Heimatstadt Concordia und 1994 wurde er auch von der Stadt Mazatlán für seine Verdienste um den Jazz in Mexiko geehrt. 1998 erhielt er die höchste Auszeichnung der mexikanischen Musikergewerkschaft, die Medaille Mario Ruiz Armengol.
Er konnte sich in Mexiko nicht durchgängig nur auf Jazz konzentrieren und arrangierte auch für Sänger und Orchester im breiteren Spektrum der Unterhaltungsmusik und Folklore, trat in Film und in Telenovelas als Schauspieler auf und arbeitete für das Fernsehen als Musiker, womit er es zu Wohlstand brachte. Er kehrte aber wieder zum Jazz zurück, gründete 1991 ein Quintett und spielte im Duo mit dem Pianisten Leonardo Corona (Album Mexican Favorites).
Er selbst und seine Bands spielten auf mexikanischen Jazzfestivals, die teilweise von ihm mit initiiert wurden, wie 1959 in dem Festival der Universitätsstadt (Ciudad Universitaria) oder 1981 auf dem von Tijuana. Anfang der 1980er Jahre war er auf Tour in Asien mit dem Orchester von Paul Mauriat.
In Mexiko-Stadt hatte er zeitweise mehrere Jazz-Lokale mit Live-Musik schon ab den 1950er Jahren, unter anderem die Jazz Bar. Sie waren ein wichtiger Auftrittsort junger mexikanischer Jazzmusiker.
Auch der Startrompeter Wynton Marsalis zeigte sich in den 1980er Jahren auf einer Goodwill-Tour für die US-Regierung in Mexiko von den Fähigkeiten Morans beeindruckt.
Im Lauf seiner Karriere spielte er u. a. mit Chico O’Farrill, Sérgio Mendes, Frank Sinatra.
Er starb an den Folgen von Diabetes. Sein Sohn Pepe Morán ist ebenfalls Jazzmusiker (Pianist).